# Стефані Трік
Стефані Трик, англ. Stephanie Trick (1987, Сент-Луїс, Міссурі) — американська піаністка-віртуоз. Виконує джазові мелодії у жанрах страйд і регтайм, а також грає на органі.

## Біографія
Почала грати на піаніно у віці 5 років. До 10 років грала класичну музику, потім вчитель познайомив її з регтаймом. Закінчила Чиказький університет у 2009 р. зі ступенем бакалавра музики.
Виконує мелодії в стилях страйд, регтайм, бугі-вугі та інших джазових жанрах періоду 1900—1940 рр .. Брала участь у різних джазових фестивалях, в тому числі у Фестивалі Джопліна.
Разом з чоловіком, піаністом Паоло Алдеріґі, мешкає у Мілані.

## Дискографія
- Piano Tricks (2005)
- Ragtime Tricks (2006)
- Hear That Rhythm! (2008)
- Stephanie Trick LIVE (2010)
- Something More (2011) — with Danny Coots (drums) and Jay Hungerford (bass)
- Two For One (2012) — with Paolo Alderighi (piano)
- Fourteen (2012) — with Lorraine Feather (vocal)